# Малатеста, Карло II

Владения рода Малатеста на карте Средней Италии (тёмно-свекольным цветом)

Карло II Малатеста (Carlo II Malatesta) (ок. 1390 — 14 ноября 1438) — итальянский кондотьер, сеньор Пезаро, Градары, Сенигаллии, Фоссомброне и Чивитанова-Марке.
Сын Малатеста IV Малатеста и Элизабетты да Варано.
В 1409 вместе с отцом участвовал в войне Флоренции с королём Неаполя. В 1421 г. воевал с Перуджей на стороне папы и с Миланом на стороне Флоренции.
После битвы при Цагонаре (1424) вместе со своим братом Галеаццо попал в плен к Висконти. Воевал на их стороне в Романье.
В 1427 г. — капитан генерал (главнокомандующий) армией Висконти (1200 человек кавалерии) в войне с Франческо Буссоне. Потерпел поражение в битве при Пиццигетоне и попал в плен. Освобождён после примирения сторон.
В 1430 году воевал со своим родственником Сиджисмондо Пандольфо Малатеста, но тоже неудачно.
В 1431 году изгнан из Пезаро в результате восстания. Вернулся в город 24 сентября 1433 года и жестоко расправился со своими врагами.
Карло II с 1428 года был женат на Виттории Колонна, племяннице папы Мартина V. Этот брак оказался бездетным.